# Back to Life
Back to Life er en amerikansk stumfilm fra 1913 af Allan Dwan.

## Medvirkende
- William Worthington
- Pauline Bush
- J. Warren Kerrigan som Jim
- Jessalyn Van Trump
- Lon Chaney